# Omalodes cerqueirae
Omalodes cerqueirae är en skalbaggsart som beskrevs av Desbordes 1919. Omalodes cerqueirae ingår i släktet Omalodes och familjen stumpbaggar. Inga underarter finns listade i Catalogue of Life.